# Estadio Alejandro Villanueva
Het Estadio Alejandro Villanueva is een multifunctioneel stadion in Lima, de hoofdstad van Peru. 
Het stadion is ook bekend onder de bijnaam Matute. De vroegere naam van het stadion was Estadio Alianza Lima. In 2000 werd dit veranderd in Alejandro Villanueva. De naam komt van de Peruviaanse voetballer Alejandro Villanueva (1908–1944), die voor Alianza Lima en het nationale voetbalelftal speelde.
In 1951 werd symbolisch al de eerste steen gelegd. Toch startte de bouw van het stadion pas in 1969. De bouw duurde vijf jaar. Tijdens het bouwen bleken er financiële problemen. Het stadion werd geopend op 27 december 1974 met het toernooi "Señor de Los Milagros". De thuisclub speelde de openingswedstrijd tegen Club Nacional de Football. De wedstrijd eindigde in 2–2. In het stadion is plaats voor ongeveer 35.000 toeschouwers. 
In 2008 werd het stadion gerenoveerd.
Het stadion wordt vooral gebruikt voor voetbalwedstrijden, de voetbalclub Alianza Lima maakt gebruik van dit stadion. Ook het Peruviaans voetbalelftal heeft hier een aantal internationale wedstrijd gespeeld. Het werd ook gebruikt voor de Copa América 1975.

## Interlands
| Voetbalinterlands | Voetbalinterlands | Voetbalinterlands        | Voetbalinterlands | Voetbalinterlands    | Voetbalinterlands |
| №                 | Datum             | Wedstrijd                | Uitslag           | Competitie           |                   |
| ----------------- | ----------------- | ------------------------ | ----------------- | -------------------- | ----------------- |
| 1                 | 1 juli 1975       | Peru – Ecuador           | 2–0               | Vriendschappelijk    |                   |
| 2                 | 10 juli 1975      | Peru – Paraguay          | 2–0               | Vriendschappelijk    |                   |
| 3                 | 7 augustus 1975   | Peru – Bolivia           | 3–1               | Copa América 1975    |                   |
| 4                 | 20 augustus 1975  | Peru – Chili             | 3–1               | Copa América 1975    |                   |
| 5                 | 4 oktober 1975    | Peru – Brazilië          | 0–2               | Copa América 1975    |                   |
| 6                 | 12 november 1980  | Peru – Uruguay           | 1–1               | Vriendschappelijk    |                   |
| 7                 | 4 februari 1981   | Peru – Tsjecho-Slowakije | 1–3               | Vriendschappelijk    |                   |
| 8                 | 11 februari 1981  | Peru – Bulgarije         | 1–2               | Vriendschappelijk    |                   |
| 9                 | 26 februari 1984  | Peru – Honduras          | 1–3               | Vriendschappelijk    |                   |
| 10                | 23 juni 1999      | Peru – Venezuela         | 3–0               | Vriendschappelijk    |                   |
| 11                | 23 februari 2003  | Peru – Haïti             | 5–1               | Vriendschappelijk    |                   |
| 12                | 11 februari 2009  | Peru – Paraguay          | 0–1               | Vriendschappelijk    |                   |
| 13                | 14 oktober 2009   | Peru – Bolivia           | 1–0               | WK 2010 kwalificatie |                   |
| 14                | 8 oktober 2010    | Peru – Costa Rica        | 2–0               | Vriendschappelijk    |                   |
| 15                | 29 september 2011 | Peru – Senegal           | 1–0               | Vriendschappelijk    |                   |
| 16                | 14 oktober 2014   | Peru – Guatemala         | 1–0               | Vriendschappelijk    |                   |